# Gracias a Dios (departement)
Gracias a Dios (Spaans voor God zij Dank) is een departement van Honduras, gelegen in het oosten van het land. De hoofdstad is Puerto Lempira; tot 1975 had Brus Laguna deze status.
Gracias a Dios bestrijkt een oppervlakte van 16.997 km² en is daarmee op Olancho na het grootste departement. Met 96.384 inwoners (2016) is het een zeer dunbevolkt gebied.
Het landschap van het departement bestaat uit (tropische) bossen en moerassen en is daardoor zeer moeilijk begaanbaar. Het vliegtuig is dan ook het belangrijkste vervoermiddel in Gracias a Dios. In het oosten van het departement, op de plek waar de Coco aan de grens met Nicaragua in de Caribische Zee uitmondt, bevindt zich Kaap Gracias a Dios, waarnaar het departement is vernoemd.

## Gemeenten
Het departement is ingedeeld in zes gemeenten:
- Ahuas
- Brus Laguna
- Juan Francisco Bulnes
- Puerto Lempira
- Villeda Morales
- Wampusirpi

Atlántida · Choluteca · Colón · Comayagua · Copán · Cortés · El Paraíso · Francisco Morazán · Gracias a Dios · Intibucá · Islas de la Bahía · La Paz · Lempira · Ocotepeque · Olancho · Santa Bárbara · Valle · Yoro